# Claus Holm
Claus Holm, születési nevén Helmut Gerhard Ozygus, (Bochum, 1918. augusztus 4. – Berlin, 1996. szeptember 21.), német színpadi és filmszínész. Magyarországon jól ismert televíziós szerepe Hasso Sigbjörnson fedélzeti mérnök az 1966-os Orion űrhajó-sorozatban.

## Élete
Ifjúkorában sokféle munkát kipróbált. Több évig bányászként dolgozott, 1937-ben ökölvívó edző volt. Az 1940-es évektől kezdett színészként dolgozni Berlinben. A háború után Salzwedelben, az Altmarki Színház (Altmärkische Theater) társulatának tagja lett. Hamarosan felfedezte a DEFA filmgyártó vállalat. 1947-ben  Kurt Maetzig rendező Ehe im Schatten c. filmdrámájában Dr. Herbert Blohm-ot alakította. Saját maga e szerepet élete egyik legfontosabb alakításaként tartotta számon. Az 1950-es évek elején a Theater am Schiffbauerdamm színház társulatában is játszott, Berlin-Mitte  városnegyedében.
1953-ban Holm átszökött a Német Demokratikus Köztársaságból Nyugat-Németországba. Hamarosan ismét színpadon állt. A nyugat-berlini színházak intendánsa, Boleslaw Barlog felvette a berlini állami színházi társulatok (Staatliche Schauspielbühnen Berlin) tagjai közé. Ezekben az években jónevű színpadi színésszé, keresett filmszereplővé vált. Az 1950-es években számos német „Heimatfilm”-ben (vidéki, népies környezetben játszódó érzelmes történetekben) szerepelt. 1957-ben főszerepet kapott, mint Axel Kersten rendőrfelügyelő, az Oscar-díjra nevezett Nachts, wenn der Teufel kam (The Devil Came at Night) bűnügyi filmben. 1959-ben Fritz Lang rendező két egzotikus kalandfilmjében, a Bengáli tigris-ben és A hindu síremlék-ben alakította az egyik főszerepet, Dr. Walter Rhode-ot. Megjelent több, Edgar Wallace-regényből készült német bűnügyi filmben is.
Több film németre szinkronizált változatához adta hangját, így 1961-ben Joseph Cottennek (1905–1994) az Az utolsó napnyugta (The Last Sunset) c. kalandfilmben, 1969-ben Gordon Jacksonnak (1923–1990) a Miss Jean Brodie virágzása-ban (The Prime of Miss Jean Brodie) és Michael Rippernek (1913–2000) a The Deadly Bees c. horrorfilmben.
Az 1960-as évek közepétől túlnyomórészt színházakban játszott. 1966-ban az Őrjárat a kozmoszban – Az Orion űrhajó fantasztikus kalandjai (Raumpatrouille) német tudományos -fantasztikus televíziós sorozat mind a nyolc elkészült epizódjában állandó szerepet kapott, mint Hasso Sigbjörnson fedélzeti mérnök, Dietmar Schönherr, Eva Pflug, Charlotte Kerr, Ursula Lillig, Wolfgang Völz és Friedrich G. Beckhaus mellett. Eredeti magyar szinkronhangját Horváth Pál, a 2002-es újraszinkronizáláskor Kárpáti Tibor adta. Ebben az időben Holm kevés mozifilmben szerepelt. 1980-ban említésre méltó alakítása volt Max, a fogadós, Rainer Werner Fassbinder tévéfilm-sorozatában, a Berlin Alexanderplatz-ban.

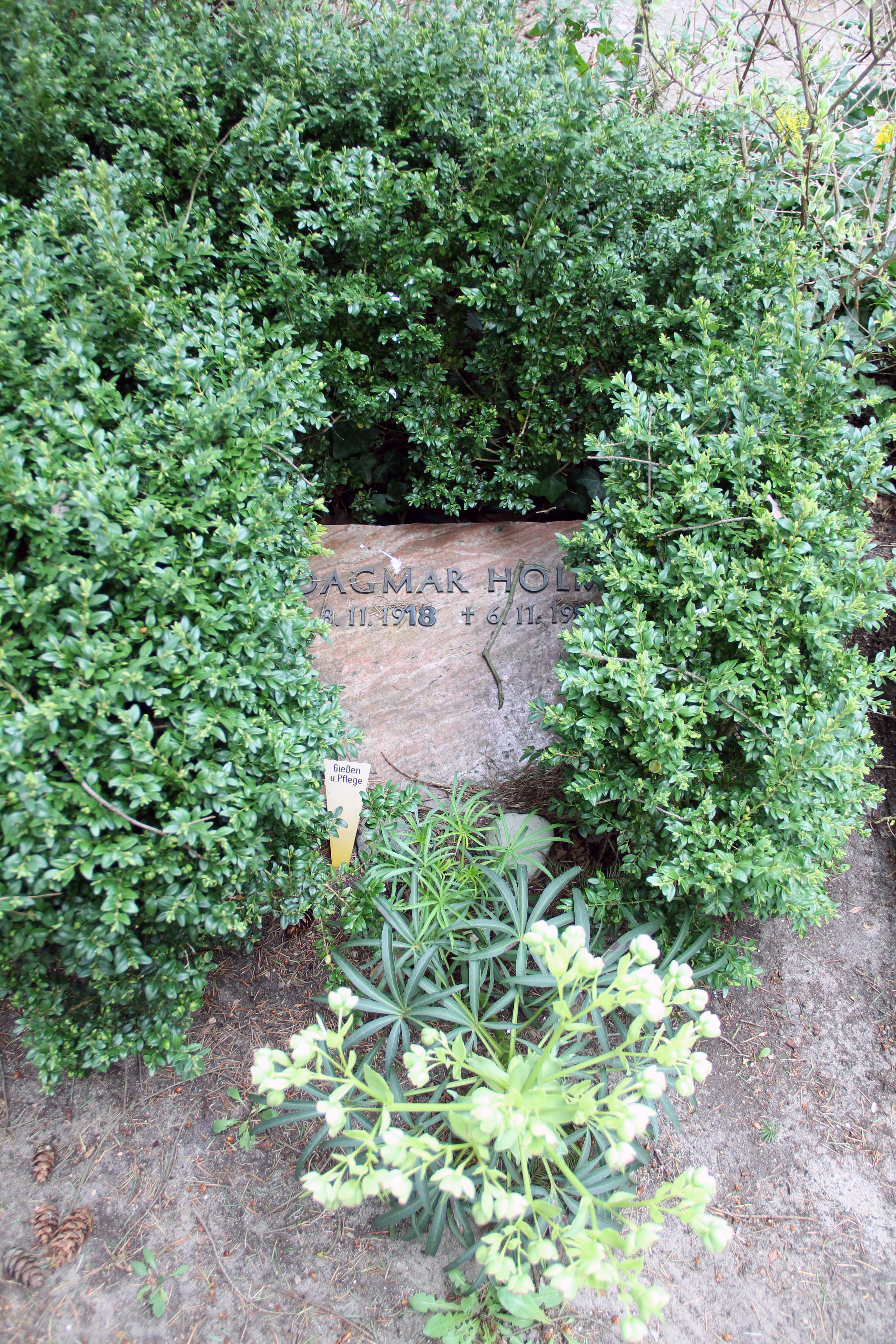
Síremléke a Berlin-Westend-ben

Élete későbbi szakaszában Holm visszavonultan élt Berlinben. 1996. szeptember 21-én hunyt el. Berlin Westend negyedében, a Heerstraße-i temetőben temették el.

## Főbb színházi szerepei
- 1949: Arthur Miller Édes fiaim (Alle meine Söhne), rendező Heinz Wolfgang Litten, Berlin, Theater am Schiffbauerdamm, Christian Keller szerepében
- 1951: Herb Tank: Tanker Nebraska, rendező Kurt Jung-Alsen, Berlin, Theater am Schiffbauerdamm, az első tiszt szerepében
- 1952: Makszim Gorkij: Ellenségek (Die Feinde), rendező Fritz Wisten, Berlin, Theater am Schiffbauerdamm

## Magyarországon bemutatott filmjei
- 1950: A windsori víg nők (Die lustigen Weiber von Windsor), rendező Georg Wildhagen, Mr. Ford
- 1959: Bengáli tigris (Der Tiger von Eschnapur), rendező Fritz Lang, Dr. Walter Rhode
- 1959: A hindu síremlék (Das indische Grabmal) német-francia-olasz, rendező Fritz Lang, Dr. Walter Rhode
- 1966: Ég Párizs? (Paris brûle-t-il?), rendező René Clément, francia, névtelen szereplő
- 1966: Őrjárat a kozmoszban – Az Orion űrhajó fantasztikus kalandjai (Raumpatrouille), tv-sorozat, Hasso Sigbjörnson
- 1979: Maria Braun házassága (Die Ehe der Maria Braun), orvos
- 1979: A harmadik generáció (Die dritte Generation), nagypapa
- 1980: Berlin Alexanderplatz tévéfilm, Max, a fogadós
- 2003: Orion űrhajó – A visszatérés, moziváltozat (Raumpatrouille Orion – Rücksturz ins Kino), archív jelenetekben.

## További információ
- Claus Holm a PORT.hu-n (magyarul)
- Claus Holm az Internetes Szinkronadatbázisban (magyarul)
- Claus Holm az Internet Movie Database-ben (angolul)
- Claus Holm a Rotten Tomatoeson (angolul)
- Claus Holm az AlloCiné weboldalán (franciául)
- Claus Holm Profile. Famousfix.com). (Hozzáférés: 2023. január 18.)